# Апрель 2015 года

Список событий апреля 2015 года.

## События
- 1 апреля
  - Король Таиланда Пхумипон Адульядет утвердил указ об отмене в стране военного положения, введённого в мае 2014 года[1].
  - Губернатор Калифорнии Джерри Браун впервые в истории штата ввёл ограничение на потребление питьевой воды. На столь экстремальный шаг главу региона подвигла аномальная засуха[2].
- 2 апреля
  - Боевики группировки «Аль-Шабааб» совершили атаку на университет в кенийском городе Гарисса. Погибли 148 человек[3][4].
  - Иран и «шестёрка» международных посредников (Россия, США, Китай, Германия, Франция и Великобритания) пришли к согласию относительно ключевых пунктов соглашения по иранской ядерной программе. В связи с достижением договоренностей, с Ирана будут сняты все экономическим и финансовые санкции, имеющие отношение к ядерной проблеме[5].
  - Большой автономный траулер «Дальний Восток» затонул в акватории Охотского моря в 300 километрах от Магадана. По данным МЧС, экипаж судна — 132 человека. На борту находились 78 россиян и 54 иностранца. 62 человека погибли, 7 пропали без вести[6][7].
- 3 апреля
  - Китайскому государственному деятелю Чжоу Юнкану предъявлены обвинения в получении взяток, разглашении государственной тайны и злоупотреблении служебным положением[8].
- 4 апреля
  - Рабочие, занятые на строительстве стартового стола космодрома Восточный в Амурской области, объявили голодовку из-за долгов по зарплате[9].
- 5 апреля
  - После ремонта впервые за два года был запущен Большой адронный коллайдер[10].
  - В Новосибирске на площади у Театра оперы и балета прошёл митинг в защиту свободы творчества. Поводом для акции стал скандал, разразившийся вокруг постановки оперы «Тангейзер»[11].
- 6 апреля
  - Указами президента России Владимира Путина городам Старой Руссе, Грозному, Гатчине, Петрозаводску и Феодосии присвоено почётное звание «Город воинской славы»[12].
- 7 апреля
  - На судоремонтном заводе «Звездочка» в Северодвинске загорелась многоцелевая подводная лодка «Орёл», находящаяся на ремонте с ноября 2013 года. Люди не пострадали, пожар не представлял опасности для города и завода. Боекомплекта на подлодке не было, энергоустановка была заглушена, ядерное топливо отсутствовало[13].
- 9 апреля
  - Верховная рада Украины приняла закон об осуждении коммунистического и нацистского тоталитарных режимов, закон запрещает пропаганду и символику коммунизма и нацизма[14].
- 10 апреля
  - В Ташкенте состоялась инаугурация президента Узбекистана Ислама Каримова, занимающего этот пост с 1991 года[15].
  - В Тбилиси (Грузия) начался чемпионат Европы по тяжёлой атлетике[16].
- 11 апреля
  - В результате обильного таяния снега в Карагандинской области Казахстана затоплен ряд населённые пункты. Под угрозой подтопления находятся около 100 населенных пунктов[17].
  - В Панаме открылся Саммит Америк[18].
- 12 апреля
  - В результате крупных пожаров в Хакасии, возникших в степных регионах[19], сгорели более 1200 домов в 42 населённых пунктах[20], погибли 36 человек[21], около 5 тысяч человек остались без жилья[22]. В республике введён режим чрезвычайной ситуации. На 13 апреля все пожары ликвидированы[23].
  - В финальном матче Евролиги баскетболистки команды Прага одержали победу над екатеринбургским УГМК[24].
- 13 апреля
  - Президент России снял запрет на поставку зенитных ракетных систем С-300 в Иран[25].
  - Член Партии свободных граждан Вит Едличка заявил об основании государства Свободная республика Либерланд на территории между Сербией и Хорватией[26].
  - Анализ данных с марсохода «Кьюриосити» указывает на возможность существования жидкой воды на Марсе[27].
- 14 апреля
  - Одобрена заявка Российской Федерации на участие в создании Азиатского банка инфраструктурных инвестиций[28].
  - В результате кораблекрушения в Средиземном море судна, на котором перевозились из Ливии в Италию 550 нелегальных мигрантов, погибли 400 человек, среди них много детей[29][30].
  - Президент США Барак Обама направил в конгресс письмо об исключении Кубы из числа стран, поддерживающих терроризм[31].
- 15 апреля
  - Финская компания Nokia договорилась о покупке франко-американской Alcatel-Lucent за 15,6 млрд евро[32].
- 16 апреля
  - В Токио (Япония) стартовал командный чемпионат мира по фигурному катанию[33].
  - В Киеве был убит украинский журналист Олесь Бузина.
- 17 апреля
  - Опубликованы фотографии считавшихся вымершими мартышек, принадлежащих к подвиду красный колобус Бувье[34].
  - WikiLeaks опубликовал 30 287 документов и 173 132 электронных писем, полученных от хакерской атаки на Sony Pictures Entertainment[35].
- 19 апреля
  - В Финляндии состоялись парламентские выборы. Победу одержала оппозиционная партия Финляндский центр[36].
  - В Сицилийском канале к северу от Ливии затонуло рыболовное судно, удалось спасти 28 человек[37], погибли 24 человека. В Управлении Верховного комиссара ООН по делам беженцев заявили, что погибли 800 человек[38].
- 20 апреля
  - В Египте российские археологи обнаружили легендарные «белые стены» Мемфиса[39].
  - На Яворовском полигоне во Львовской области (Украина) начались совместные совместные украинско-американские военные учения[40].
- 21 апреля
  - Уголовный суд Каира приговорил бывшего президента Египта Мухаммеда Мурси и ещё 12 лидеров «Братьев-мусульман» к 20 годам тюрьмы строгого режима[41].
  - В Японии поезд на магнитной подвеске побил свой рекорд, достигнув в ходе испытаний скорости 603 км/ч[42].
  - В 119-м бостонском марафоне гонку выиграл эфиопский атлет Лелиса Десиса[43].
  - Лидеры Китая и Пакистана анонсировали создание китайско-пакистанского экономического коридора, проект стоимостью 46 миллиардов долларов, который должен связать пакистанский порт Гвадар и китайский Синцзян[44].
- 22 апреля
  - Парламент Австрии признал и осудил геноцид армян в Османской империи в 1915 году[45].
  - На космодроме Плесецк в Архангельской области при запуске концерном «Алмаз-Антей» модернизированной ракетной системы противовоздушной обороны «Антей-2500» произошла самоликвидация ракеты[46].

- 23 апреля
  - В Чили проснулся вулкан Кальбуко, был задействован «красный» уровень тревоги. Населению было запрещено находится в радиусе 20 километров от вулкана, в зоне извержения отменены полёты самолётов[47].
  - Завершился 5-й Пекинский международный кинофестиваль, лучшим фильмом признана драма «Начало времени», лучшими актёрами Артём Цыпин и Юлия Пересильд[48].

- 25 апреля
  - В Непале произошло землетрясение магнитудой 7,8 Mw[49]. Повторные землетрясения продолжались до 28 апреля. В Непале погибли 8699 человек, 22 489 ранены[50], пострадали 8 млн человек[51]. В Индии 69 человек погибли и около 270 ранены[52]. В Китае 25 погибших, 117 раненых[53].
  - В Балтиморе (США) в связи с гибелью афроамериканца Фредди Грея, который был убит полицией, начались демонстрации и столкновения демонстрантов с полицией, в городе был введён комендантский час[54].
  - Президентские выборы в Того. Победил действующий президент Фор Гнасингбе[55].
- 26 апреля
  - Президентские выборы в Казахстане[56]. Победил действующий президент Нурсултан Назарбаев[57].
- 27 апреля
  - В Балтиморе (США) акции протеста, вызванные гибелью арестованного полицией афроамериканца Фредди Грея, переросли в столкновения демонстрантов со стражами порядка, пострадали 15 полицейских[58].
  - Международное рейтинговое агентство Fitch понизило долгосрочный кредитный рейтинг Японии с «A+» до «A»[59].
  - Мустафа Акынджи был избран президентом непризнанного Северного Кипра[60].
- 28 апреля
  - В Чернобыльской зоне отчуждения вспыхнули леса, верховой огонь и резкие порывы ветра создали серьёзную угрозу распространения пожара в 20-километровой зоне от ЧАЭС, по тревоге были подняты Нацгвардия и подразделения МВД[61].
  - Неудачный запуск космического грузовика «Прогресс М-27М», после запуска грузовик отказался передавать телеметрические данные. Роскосмос признал потерю управления над «Прогрессом» и невозможность его стыковки с Международной космической станцией[62].
  - В Японии появился новый остров[63].
- 29 апреля
  - Король Саудовской Аравии Салман ибн Абдул-Азиз Аль Сауд принял решение освободить от должности кронпринца своего младшего брата Мукрина бен Абдель-Азиз Аль Сауда, вместо него кронпринцем назначен Мухаммед бен Наиф Аль Сауд, впервые власть наследуется внуком, а не сыном основателя династии[64].
- 30 апреля
  - Министерство обороны США обратилось к сенату с просьбой смягчить санкции, которые запрещают американским компаниям закупать российские ракетные двигатели РД-180[65].
  - В завершение миссии космического аппарата «Мессенджер» по исследованию Меркурия НАСА разбило аппарат о поверхность Меркурия[66].